# 1974 en Bretagne
 Chronologie de la Bretagne
- 1970
- 1971
- 1972
- 1973
- 1974
- 1975
- 1976
- 1977
- 1978

Cette page recense des événements qui se sont produits durant l'année 1974 en Bretagne.

## Société

### Naissance
- 7 mars dans le Morbihan : Jean-Noël Spitzer, joueur et entraîneur de rugby à XV français.